# Фэйрклаф, Эллен
Эллен Лаукс Фэйрклаф (англ. Ellen Louks Fairclough; 28 января 1905, Гамильтон, Онтарио — 13 ноября 2004, там же) — канадский политик и государственная деятельница. Член городского совета (в том числе заместитель мэра) Гамильтона, в дальнейшем депутат Палаты общин от Прогрессивно-консервативной партии и первая в истории страны женщина — член правительственного кабинета. В правительствах Джона Дифенбейкера в период с 1957 по 1963 год занимала посты государственного секретаря, министра гражданства и иммиграции и генерального почтмейстера. Исполняла обязанности премьер-министра 19—20 февраля 1958 года, став первой женщиной в этой роли в Канаде. Компаньон ордена Канады (1994).

## Биография
Родилась в 1905 году в Гамильтоне (Онтарио) в рабочей семье. Получила образование как бухгалтер, став одной из первых женщин-бухгалтеров в Канаде, и открыла в Гамильтоне собственную бухгалтерскую фирму. В 26 лет вышла замуж за Гордона Фэйрклафа; в этом браке позже родился сын Говард.
Была членом Имперского ордена дочерей империи. В 1946 году избрана в городской совет Гамильтона и в 1949 году стала заместителем мэра. В том же году впервые баллотировалась на выборах в федеральный парламент от Прогрессивно-консервативной партии, но потерпела поражение. В 1950 году, однако, депутат, представлявший в Палате общин избирательный округ Фэйрклаф, ушёл в отставку, и она выиграла внеочередные выборы, став шестой женщиной в истории, избранной в канадский парламент. Оставалась единственной женщиной в Палате общин до 1953 года.
Находясь в оппозиции, Фэйрклаф занимала пост критика по вопросам трудоустройства. Она выступала за пенсионную реформу и законодательную защиту равной оплаты равного труда, а также за создание отдельного бюро по делам женщин в составе министерства труда. В 1957 году, после того как Фэйрклаф была в очередной раз переизбрана в Палату общин, Джон Дифенбейкер, формировавший правительство меньшинства и перед выборами обещавший в случае победы ввести в состав кабинета женщину, предложил ей пост государственного секретаря Канады. Согласившись, она стала первой женщиной-министром в истории федеральных правительств Канады. 19—20 февраля 1958 года также исполняла обязанности премьер-министра, став первой в Канаде женщиной на этом посту.
После победы прогрессивных консерваторов на выборах 1958 года Дифенбейкер вернул Фэйрклаф в правительственный кабинет на более значительный пост министра гражданства и иммиграции. Эту должность она занимала до 1962 года. За это время она положила начало реформе канадской иммиграционной политики. Если до этого поощрялся преимущественно приём белых иммигрантов из стран Содружества, то в годы руководства Фэйрклаф акцент в иммиграционном законодательстве сместился с этнической принадлежности на образование и профессиональную квалификацию претендентов. При ней Канада также стала охотнее принимать беженцев. В сфере гражданства основным вкладом Фэйрклаф стало в 1960 году получение права голоса на выборах обладателями статуса зарегистрированного индейца, ранее этого права не имевшими.
После выборов 1962 года Фэйрклаф в третий раз вошла в правительство Дифенбейкера как генеральный почтмейстер и оставалась на этом посту до падения прогрессивно-консервативного кабинета в 1963 году в результате вотума недоверия. Помимо министерских портфелей, она в годы работы в правительстве отвечала также за такие ведомства как государственная служба кинематографии, Национальная галерея Канады и Канадский монетный двор. На выборах 1963 года потеряла место в парламенте, проиграв либералу Джозефу Макалузо, и ушла из политики.
После расставания с политической жизнью занимала руководящую должность в управляющей компании, позже была председателем правления Электрической компании Гамильтона, а затем — казначеем женской благотворительной организации Zonta International. В 1995 году, в возрасте 90 лет, опубликовала книгу мемуаров «Дитя субботы» (англ. Saturday’s Child). Скончалась в 2004 году, не дожив несколько недель до столетнего юбилея и пережив мужа и сына.

## Признание заслуг
В 1979 году произведена в офицеры ордена Канады, а в 1994 году стала компаньоном ордена Канады — высшая степень этой награды. В 1985 году произведена в дамы милосердия ордена Святого Иоанна Иерусалимского. В 1992 году, во время визита в Канаду королева Елизавета II официально присвоила Фэйрклаф титулование «достопочтенная» (англ. Right Honourable). Этот титул в Канаде обычно присваивается бывшим премьер-министрам, генерал-губернаторам и главным судья, и Фэйрклаф получила его, в частности, за 2 дня, в течение которых выполняла обязанности премьер-министра.
В 2005 году почта Канады выпустила памятную марку, посвящённую Эллен Фэйрклаф.